# El único
The One (2001) —en español: El único— es una película de acción y ciencia ficción protagonizada por Jet Li y Carla Gugino y dirigida por James Wong. Repleta de peleas de artes marciales y efectos especiales, se la considera uno de los mejores trabajos de Jet Li.

## Sinopsis
Gabriel Yulaw (Jet Li), que alguna vez fue un oficial de la "Autoridad del Multiverso", una agencia que supervisa los viajes interdimensionales a través de los agujeros de gusano, busca cazar todas las variaciones de sí mismo en universos alternos. Al matar a los 124 de sus otros seres (convirtiéndose en la última versión) y absorbiendo sus energías vitales, cree que se convertirá en un ser divino llamado "El Uno". Yulaw es capturado brevemente por los agentes de MVA Rodecker (Delroy Lindo) y Funsch (Jason Statham), solo para escapar del cautiverio durante el juicio que lo condenó a la vida en la colonia penal de Estigia en el universo de Hades.
El último suplente conocido, Gabriel (Gabe) Law, trabaja en el Departamento del Sheriff del Condado de Los Ángeles. Durante dos años ha estado experimentando aumentos de fuerza, velocidad y capacidad mental, pero ni él ni su esposa, T.K. (Carla Gugino), pueden entender por qué. Mientras transporta a un prisionero para el Departamento del Sheriff, Gabe "siente" la presencia de Yulaw justo antes de que intente asesinarlo. Yulaw escapa, pero es seguido por Gabe, quien de manera inhumana salta un muro muy alto. Al aterrizar en el otro lado, Gabe es baleado y herido por Yulaw. Cuando Yulaw se acerca a Gabe para terminar con él, Yulaw es interrumpido por Rodecker y Funsch.
Gabe se da cuenta de que Yulaw es idéntico a él en todos los sentidos. No familiarizado con el concepto de viaje interdimensional, encuentra la apariencia de Yulaw impactante. Después de registrarse en el hospital, Gabe es emboscado por Yulaw, pero Rodecker y Funsch frustran nuevamente el ataque. Yulaw les disuade de dispararle porque si lo matan, entonces Gabe se quedaría como el único "Uno". Vestidos igual e idénticos en todos los sentidos, la batalla de Gabe y Yulaw confunde a los colegas de la policía de Gabe. Tanto Gabe como Yulaw logran escapar del hospital.
Rodecker se enfrenta a un dilema: tienen que capturar a Yulaw, pero no pueden matarlo o permitir que maten a Gabe, porque quien sobreviva se convertirá en "El Uno", lo que podría causar un daño catastrófico al multiverso. Funsch insiste en que Yulaw, como instigador, debe ser tratado de una manera más agresiva. Rodecker toma la decisión decisiva de "salirse del procedimiento" y dividir al equipo. Rodecker persigue y lucha contra Yulaw y es asesinado cuando Yulaw le rompe el cuello. Funsch se pone al día con Gabe y le explica el multiverso y las habilidades que Gabe posee. Yulaw encuentra la residencia de Gabe donde TK, creyendo que es su esposo, intenta protegerlo, pero ella siente que él no es su marido. Gabe llega, solo para que Yulaw lo obligue a mirar mientras él la mata. Funsch encuentra a Gabe y se unen para encontrar a Yulaw en el siguiente agujero de gusano.
Yulaw, Gabe y Funsch llegan a la planta industrial, donde tiene lugar la batalla final entre Gabe y Yulaw. Cuando Gabe finalmente gana, los tres quedan atrapados en un agujero de gusano y son llevados a la sede de MVA en el Universo Alpha. Yulaw es transportado inmediatamente al universo de la colonia de la prisión después de un último intento fallido de cambiar de lugar con Gabe. Luego, el MVA se prepara para enviar a Gabe de regreso a su propio universo, donde será arrestado y encarcelado por los asesinatos cometidos por Yulaw. Al recordar una conversación anterior con Gabe, el agente Funsch lo envía a un universo diferente donde Gabe puede reiniciar una vida normal en Los Ángeles, comenzando con la primera vez que conoció a TK.
Mientras tanto, Yulaw, ahora en la colonia penal estigia, declara que todavía se convertirá en el Uno. La cámara retrocede para mostrar que Yulaw, parado en la cima de un Zigurat en el universo de Hades, lucha contra cientos de luchadores mientras se acumulan los créditos.

## Reparto
- Jet Li - Gabriel Yu-Law/ Lawless/ Gabriel "Gabe" Law
- Jason Statham - Evan Funsch
- Carla Gugino - Massie Walsh/ T K
- Delroy Lindo - Attendant/ Roedecker
- James Morrison - 'A' World Inmate No 1/ Aldrich
- Dylan Bruno - Yates

## Producción
Originalmente la película iba a ser protagonizada por The Rock, antes de que Li asumael papel principal. Las escenas del hospital fueron filmadas en el Centro Médico de North Hollywood. 
El documental Jet Li is 'The One', incluido en la sección de características especiales del DVD, explica que tanto Gabriel Yulaw y "Gabe" utilizan artes marciales que representan sus personalidades. Yulaw utiliza Xingyiquan, caracterizado por movimientos lineales agresivos, mientras que Gabe utiliza Baguazhang, que utiliza movimientos sutiles, circulares. Estas artes marciales son confirmadas por sus propias personalidades ya que Yulaw es muy directo, sin importarle a quien lastime, mientras que Gabe cree que la vida va en un círculo, perfectamente equilibrado.

## Banda sonora
- Drowning Pool - "Bodies"
- Drowning Pool - "Sinner"
- Disturbed - "Down with the Sickness"
- Godsmack - "Awake"
- Jesse Dayton - "Train of Dreams"
- Tony Orlando and Dawn - "Knock Three Times"
- The Capris - "There's a Moon Out Tonight"
- Papa Roach - "Blood Brothers"
- Papa Roach - "Last Resort"
- Linkin Park - "Papercut"